# Pseudosciara neotropica
Pseudosciara neotropica är en tvåvingeart som beskrevs av Lane 1959. Pseudosciara neotropica ingår i släktet Pseudosciara och familjen sorgmyggor. Inga underarter finns listade i Catalogue of Life.